# Lanberry
Lanberry, pseudonimo di Małgorzata Uściłowska (Wyszków, 12 febbraio 1987), è una cantante, compositrice e paroliera polacca.

## Biografia
Nate nel comune di Wyszków, è cresciuta in una famiglia di musicisti. Sia suo padre che suo nonno suonavano il pianoforte, la chitarra ed il violino, imparando suonare quest'ultimo. Landberry ha studiato alla C.K. Norwid High School di Wyszków, per poi spostarsi a Varsavia, dove ha studiato linguistica.
La carriera professionale di Lanberry è iniziata su YouTube dove ha pubblicato cover di canzoni famose. Nel 2012, ha collaborato con la band Projekt NOD, con i quali ha pubblicato l'album Warsoul Experience. Nel 2013, ha preso parte alla terza edizione di The Voice of Poland. Nelle Blind Audition si è esibita con Imagine di John Lennon, ma non fu scelta da nessun coach ed è stata eliminata. L'anno successiva, partecipa alla quarta edizione della versione polacca di X Factor, dove riesce ad arrivare alla fase degli Home Visit, prima di essere eliminata.
Dopo la partecipazione ai talent show, Lanberry firma un contratto discografico con l'Universal Music Polska. Nel settembre 2015, pubblica il suo singolo di debutto Podpalimy świat. Il singolo viene certificato disco d'oro in Polonia, scalando anche le classifiche nazionali. Nel 2016, canta la versione polacca della sigla di Miraculous - Le storie di Ladybug e Chat Noir in collaborazione con Jakub Jurzyk. Il 4 marzo 2016, pubblica il suo primo album omonimo, dove è presente anche il secondo singolo pubblicato dall'artista Każdy moment.

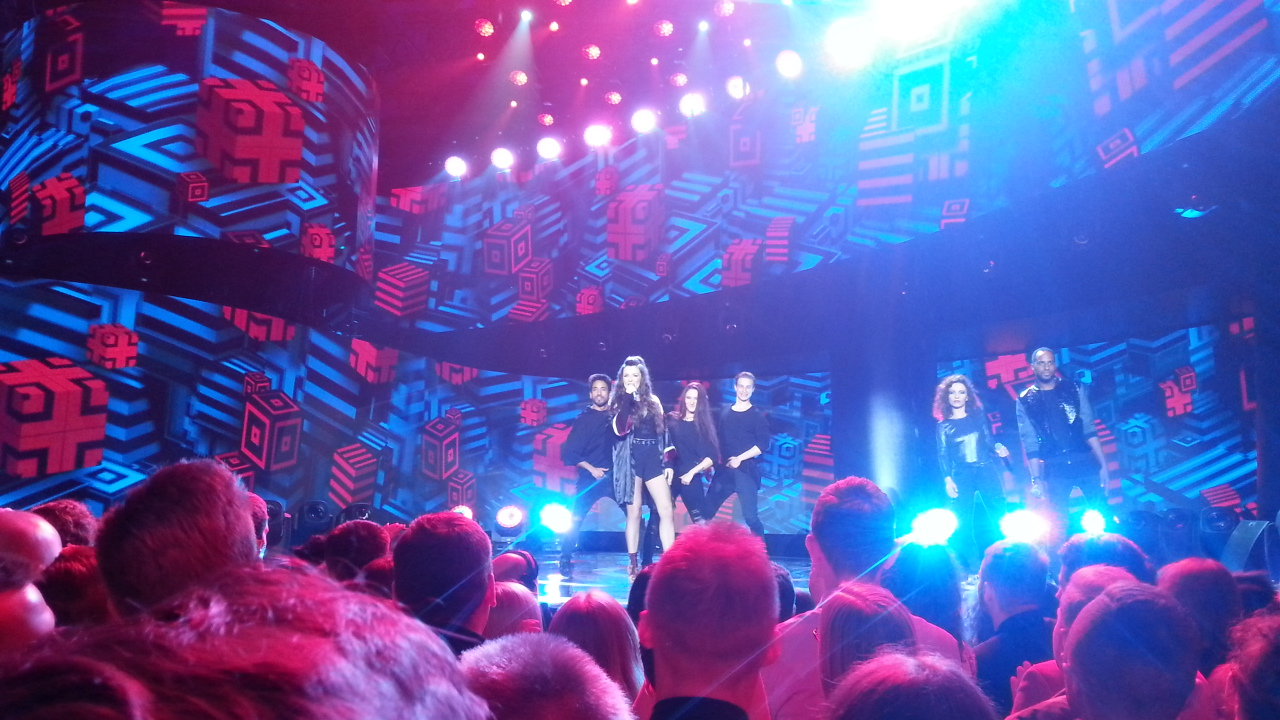
Lanberry al Krajowe Eliminacje 2017

Nell'agosto 2016, pubblica il singolo Piątek, brano che debutta nella Top 10 della classifica polacca e riscuote successo nazionale. Verso la fine dell'anno, è stato annunciato che Lanberry prenderà parte al Krajowe Eliminacje 2017, il programma di selezione polacco per l'Eurovision Song Contest 2017, con la canzone Only Human, versione inglese di Piątek. La scelta del brano ha suscitato contraversie, dato che le regole della manifestazione canora non permettono l'utilizzo di brani registrati e pubblicati prima di settembre 2016, ma il brano fu accettato a gareggiare poiché la versione in lingua è stata pubblicata nel mese di settembre. Durante la serata finale del programma Lanberry si classifica al sesto posto. Nel giugno 2017, pubblica la ristampa di Lanberry dove sono contenuti anche i brani Piątek e Only Human.
Il 19 giugno 2017, Lanberry è stata artista di supporto per Tove Lo durante il suo concerto a Varsavia durante il Lady Wood Tour. Nel settembre 2017, prende parte alla 54ª edizione del National Festival of Polish Song in Opole, dove si è esibita con i singoli Ostatni most e Premiery, che raggiungono la seconda posizione delle classifiche nazionali. Successivamente collabora con la band polacca Feel al singolo Gotowi na wszystko, contenuto nella soundtrack del film Gotowi na wszystko. Exterminator.
Nel 2018, diventa co-autrice del brano Anyone I Want to Be di Roksana Węgiel, brano vincitore del Junior Eurovision Song Contest 2018 a Minsk, in rappresentanza della Polonia. L'anno successivo, è ancora co-autrice del brano Superhero di Viki Gabor, anch'esso vincitore del Junior Eurovision Song Contest, svoltasi a Gliwice.

## Discografia

### Album
- 2016 - Lanberry
- 2018 - miXtura
- 2020 - Co gryzie panią L?

### Singoli
- 2015 - Podpalimy świat
- 2016 - Każdy moment
- 2016 - Bunt
- 2016 - Piątek / Only Human
- 2017 - Zagadka
- 2017 - Ostatni most
- 2017 - Gotowi na wszystko (con i Feel)
- 2018 - Nieznajomy
- 2018 - Heart of Gasoline
- 2018 - Nie ma mnie
- 2019 - Mówiłeś
- 2019 - Zew
- 2020 - Tracę
- 2020 - Plan Awaryjny
- 2020 - Mirabelki

## Brani musicali scritti da Lanberry
- 2018 - Nie chcę Ciebie mniej per Saszan
- 2018 - Błysk (Skin) per Maja Hyży
- 2018 - Anyone I Want to Be per Roksana Węgiel
- 2019 - Superhero per Viki Gabor